# Empoasca aculeata
Empoasca aculeata är en insektsart som beskrevs av Young 1953. Empoasca aculeata ingår i släktet Empoasca och familjen dvärgstritar. Inga underarter finns listade i Catalogue of Life.